# Kor Dijkstra
Kornelis Bertus (Kor) Dijkstra (24 januari 1954 – Groningen, 7 juni 2016) was een Nederlands burgemeester van het CDA. 

## Levensloop
Dijkstra was werkzaam op de secretarie van de gemeente Adorp voor hij op 16 september 1985 op 31-jarige leeftijd Bert Groen opvolgde als burgemeester van Oldehove. Hij was toen de jongste burgemeester van Nederland. Toen in Groningen per 1 januari 1990 een herindeling plaatsvond en de gemeente Oldehove opging in de fusiegemeente Zuidhorn werd hij burgemeester van de eveneens in 1990 ontstane fusiegemeente Grootegast. Dijkstra verklaarde in 2007 voorstander te zijn van een fusie met buurgemeente Marum.
Nadat burgemeester Huib Zijlmans van Beuningen in 2012 met pensioen was gegaan, was Dijkstra de langstzittende burgemeester van Nederland. 26 jaar lang was hij burgemeester van Grootegast.
Dijkstra overleed midden 2016 op 62-jarige leeftijd aan de gevolgen van een longontsteking. Per 1 oktober 2016 is Ard van der Tuuk daar als waarnemend burgemeester benoemd om Dijkstra tijdelijk op te volgen. Op 20 maart 2017 werd de Stadhouderslaan omgedoopt tot K.B. Dijkstralaan.